# 1964年東京オリンピックのエチオピア選手団
1964年東京オリンピックのエチオピア選手団（1964ねんとうきょうオリンピックのエチオピアせんしゅだん）は、1964年10月10日から10月24日にかけて日本の首都東京で開催された1964年東京オリンピックのエチオピア選手団、およびその競技結果。

## 概要
今大会は金メダル1個、合計1個のメダルを獲得した。
陸上競技の男子マラソンでアベベ・ビキラが金メダルを獲得、ローマオリンピックに続いて2連覇を達成した。

## メダル
| メダル | 選手名         | 競技 | 種目         |
| ------ | -------------- | ---- | ------------ |
| 金     | アベベ・ビキラ | 陸上 | 男子マラソン |